# Saint-Ignat
Pour les articles homonymes, voir Ignat.
Saint-Ignat est une commune française située dans le département du Puy-de-Dôme, en région Auvergne-Rhône-Alpes. Elle fait partie de l'aire d'attraction de Clermont-Ferrand.

## Géographie

### Localisation
Saint-Ignat est située sur la plaine de la Limagne.
Elle est composée des villages de Saint-Ignat, Buxerolles, Champeyroux, Tirande, Villeneuve-l'Abbé, la Côte Rouge.
Sept communes sont limitrophes :
| Martres-sur-Morge Surat |             | Saint-André-le-Coq |
|                         | Saint-Ignat | Maringues          |
| Ennezat                 | Entraigues  | Saint-Laure        |

### Hydrographie
La commune est traversée par la Morge, affluent rive gauche de l'Allier long de 68,36 km prenant sa source à Lachamp (commune de Manzat) et se jetant dans l'Allier à Vialle (commune de Luzillat). Celle-ci traverse quatre des six villages de la commune (Champeyroux, Buxerolles, Villeneuve-l'Abbé et la Côte Rouge).
Il existait un moulin à Champeyroux (où il subsiste encore les ruines), et à Buxerolles subsistent les anciennes vannes et le moulin servant à dévier l'eau et réguler le débit.

### Climat
Pour des articles plus généraux, voir Climat d'Auvergne-Rhône-Alpes et Climat du Puy-de-Dôme.
En 2010, le climat de la commune est de type climat océanique altéré, selon une étude du Centre national de la recherche scientifique s'appuyant sur une série de données couvrant la période 1971-2000. En 2020, Météo-France publie une typologie des climats de la France métropolitaine dans laquelle la commune est exposée à un climat de montagne ou de marges de montagne et est dans la région climatique  Nord-est du Massif Central, caractérisée par une pluviométrie annuelle de 800 à 1 200 mm, bien répartie dans l’année. 
Pour la période 1971-2000, la température annuelle moyenne est de 11 °C, avec une amplitude thermique annuelle de 16,5 °C. Le cumul annuel moyen de précipitations est de 660 mm, avec 7,6 jours de précipitations en janvier et 7,1 jours en juillet. Pour la période 1991-2020, la température moyenne annuelle observée sur la station météorologique de Météo-France la plus proche, « Charmes_sapc », sur la commune de Charmes à 17 km à vol d'oiseau, est de 11,9 °C et le cumul annuel moyen de précipitations est de 675,4 mm,. Pour l'avenir, les paramètres climatiques de la commune estimés pour 2050 selon différents scénarios d'émission de gaz à effet de serre sont consultables sur un site dédié publié par Météo-France en novembre 2022.

## Urbanisme

### Typologie
Au 1er janvier 2024, Saint-Ignat est catégorisée commune rurale à habitat dispersé, selon la nouvelle grille communale de densité à sept niveaux définie par l'Insee en 2022.
Elle est située hors unité urbaine. Par ailleurs la commune fait partie de l'aire d'attraction de Clermont-Ferrand, dont elle est une commune de la couronne,. Cette aire, qui regroupe 209 communes, est catégorisée dans les aires de 200 000 à moins de 700 000 habitants,.

### Occupation des sols
L'occupation des sols de la commune, telle qu'elle ressort de la base de données européenne d’occupation biophysique des sols Corine Land Cover (CLC), est marquée par l'importance des territoires agricoles (92,2 % en 2018), en augmentation par rapport à 1990 (87,1 %). La répartition détaillée en 2018 est la suivante : terres arables (78,2 %), zones agricoles hétérogènes (14 %), zones urbanisées (7,4 %), zones industrielles ou commerciales et réseaux de communication (0,3 %). L'évolution de l’occupation des sols de la commune et de ses infrastructures peut être observée sur les différentes représentations cartographiques du territoire : la carte de Cassini (XVIIIe siècle), la carte d'état-major (1820-1866) et les cartes ou photos aériennes de l'IGN pour la période actuelle (1950 à aujourd'hui).

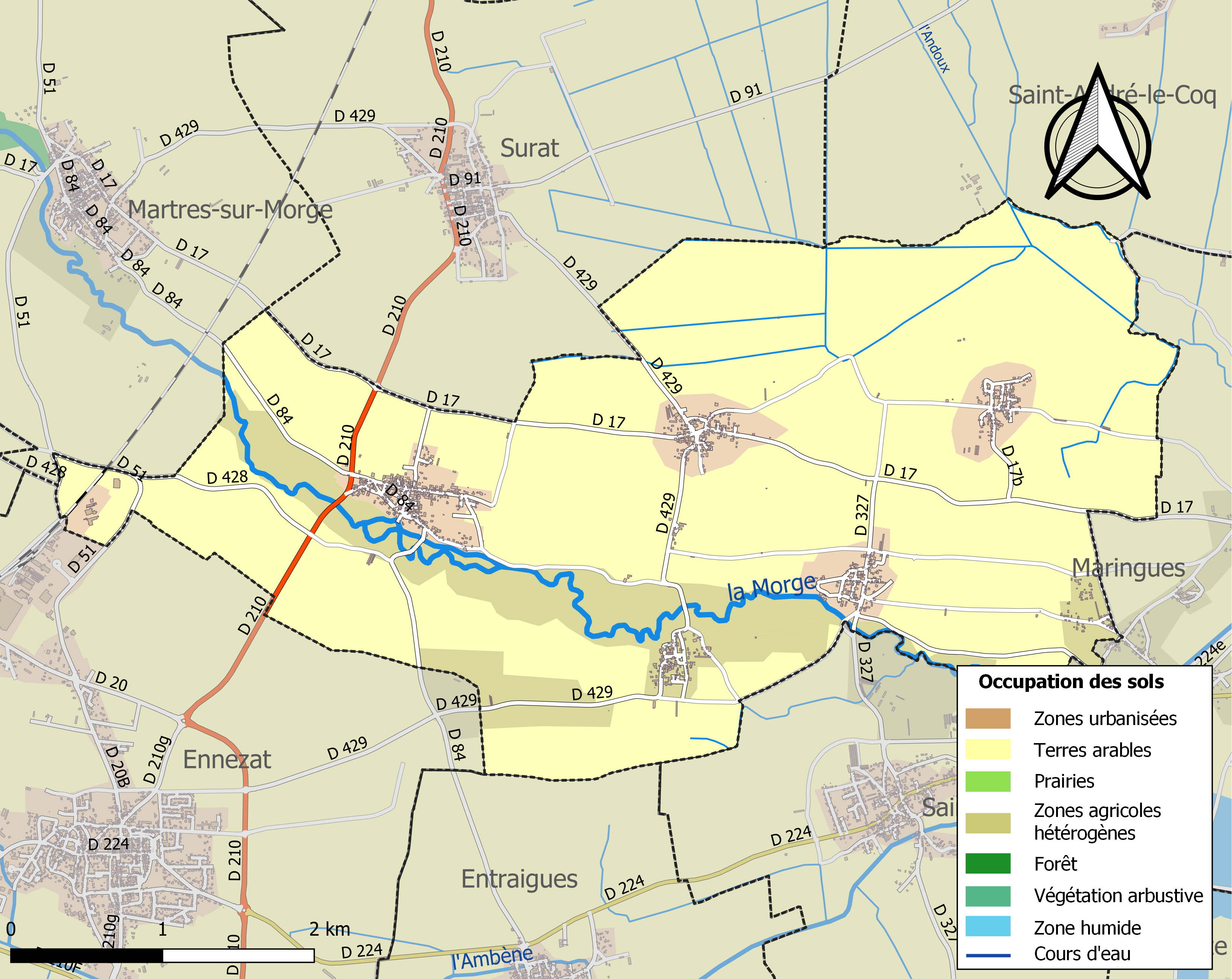
Carte des infrastructures et de l'occupation des sols de la commune en 2018 (CLC).

### Voies de communication et transports
Les routes départementales 17 (Martres-sur-Morge – Maringues), 17b (Tirande), 84 (Martres-sur-Morge – Entraigues), 210 (Ennezat – Thuret), 327 (vers Buxerolles et Saint-Laure), 428 (vers Clerlande) et 429 (vers Surat et Ennezat par Villeneuve-l' Abbé) traversent la commune.
La ligne 70 du réseau interurbain du département du Puy-de-Dôme (reliant Clermont-Ferrand à Thuret) dessert le village de Champeyroux. Les autocars s'arrêtent sur l'arrêt aménagé de la route départementale 210.[Passage à actualiser]
Saint-Ignat est desservie par le transport à la demande du réseau RLV Mobilités permettant aux usagers de rejoindre Ennezat, Riom ou tout autre point d'arrêt de la zone TAD 2 couvrant les communes de l'est de la communauté d'agglomération.

## Toponymie
Le nom « Saint-Ignat » vient de saint Ignace, évêque d'Antioche et martyr au IIe siècle. Pour cette raison, la forme actuelle du nom dérive de l'auvergnat « Sent Ignat ».

## Histoire
Saint-Ignat était un petit fief où se trouvaient quelques maisons de serfs qui se blottissaient contre l'ancien château de Saint-Ignat. Elle a été construite en forme d'étoile à sept branches avec Saint-Ignat en son centre, Buxerolles, Champeyroux, Tyrande et Villeneuve-l'Abbé (quatre hameaux de la commune), Maringues et Martres-sur-Morge.
Certains chemins de terre ont été supprimés à la suite des remembrements ou transformés en routes départementales.
Dans la nuit du 27 juillet 1944, deux bombardiers Lancaster sont entrés en collision, et l'un d'eux, le Lancaster ND527 s'est écrasé dans la commune de Saint-Ignat, dans un chemin, entre les routes départementales 429 et 17, entraînant la mort de l'équipage composé de sept combattants anglais et canadiens. L'autre appareil s'est écrasé à Surat.
L'hélice du bombardier est conservée dans le centre de Saint-Ignat, et une stèle commémorative est dressée sur le lieu de l'accident.

## Politique et administration

### Découpage territorial
Saint-Ignat dépendait du district de Riom en 1793 puis de l'arrondissement de Riom depuis 1801, ainsi que du canton d'Ennezat de 1793 (renommé entre-temps Ennozat) à 2015 ; à la suite du redécoupage cantonal de 2014, la commune est rattachée au canton d'Aigueperse.
Saint-Ignat faisait partie, jusqu'en 2016, de la communauté de communes de Limagne d'Ennezat, laquelle a fusionné le 1er janvier 2017 avec les communautés de communes Riom-Communauté et Volvic Sources et Volcans pour former la communauté de communes Riom Limagne et Volcans, devenue le 1er janvier 2018 communauté d'agglomération. Le conseil municipal, réuni en juin 2016, a approuvé cette fusion.

### Liste des maires

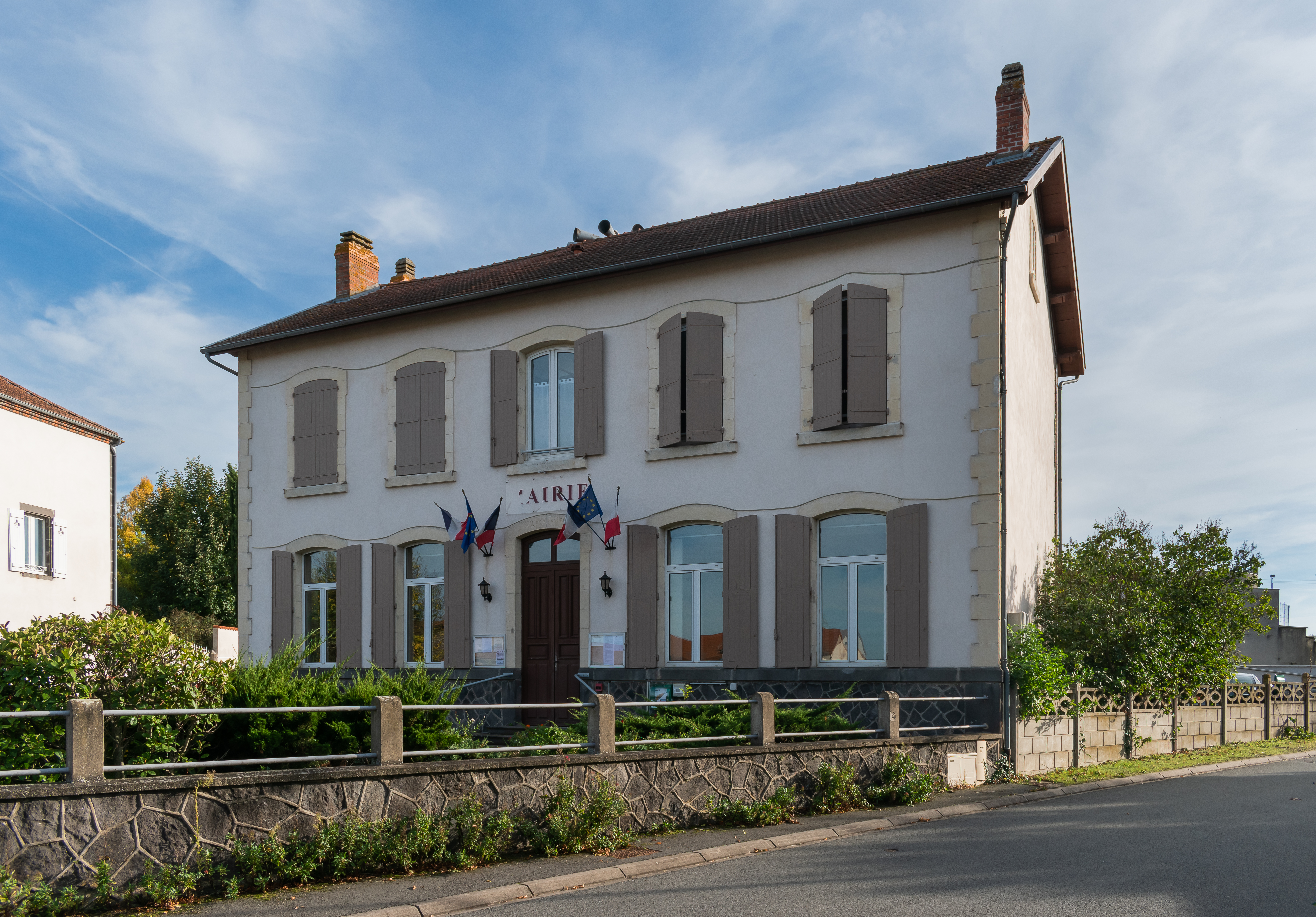
La mairie.

| Période                                  | Période                        | Identité             | Étiquette | Qualité                                                      |
| ---------------------------------------- | ------------------------------ | -------------------- | --------- | ------------------------------------------------------------ |
| Les données manquantes sont à compléter. |                                |                      |           |                                                              |
| 1989                                     | 2008                           | Robert Palmier       |           |                                                              |
| 2008                                     | En cours (au 8 septembre 2020) | Philippe Cartailler, |           | Retraité Conseiller communautaire de Riom Limagne et Volcans |

## Équipements et services publics

### Enseignement
Saint-Ignat dépend de l'académie de Clermont-Ferrand. Elle gère une école située à Champeyroux.
Les élèves poursuivent leur scolarité au collège de Maringues puis au lycée Virlogeux de Riom pour les filières générales et sciences et technologies du management et de la gestion (STMG), au lycée Pierre-Joël-Bonté de Riom ou au lycée Jean-Zay à Thiers pour la filière sciences et technologies de l'industrie et du développement durable (STI2D).

### Justice
Saint-Ignat dépend de la cour d'appel de Riom, du tribunal de proximité de Riom et des tribunaux judiciaire et de commerce de Clermont-Ferrand.

## Population et société

### Démographie
L'évolution du nombre d'habitants est connue à travers les recensements de la population effectués dans la commune depuis 1793. Pour les communes de moins de 10 000 habitants, une enquête de recensement portant sur toute la population est réalisée tous les cinq ans, les populations de référence des années intermédiaires étant quant à elles estimées par interpolation ou extrapolation. Pour la commune, le premier recensement exhaustif entrant dans le cadre du nouveau dispositif a été réalisé en 2005.

En 2022, la commune comptait 917 habitants, en évolution de +4,2 % par rapport à 2016 (Puy-de-Dôme : +2,1 %, France hors Mayotte : +2,11 %).
| 1793  | 1800  | 1806  | 1821  | 1831  | 1836  | 1841  | 1846  | 1851  |
| ----- | ----- | ----- | ----- | ----- | ----- | ----- | ----- | ----- |
| 1 541 | 1 873 | 1 867 | 2 141 | 2 010 | 2 099 | 2 067 | 2 068 | 2 038 |

| 1856  | 1861  | 1866  | 1872  | 1876  | 1881  | 1886  | 1891  | 1896  |
| ----- | ----- | ----- | ----- | ----- | ----- | ----- | ----- | ----- |
| 1 947 | 1 893 | 1 866 | 1 816 | 1 774 | 1 710 | 1 637 | 1 582 | 1 533 |

| 1901  | 1906 | 1911 | 1921 | 1926 | 1931 | 1936 | 1946 | 1954 |
| ----- | ---- | ---- | ---- | ---- | ---- | ---- | ---- | ---- |
| 1 466 | 923  | 928  | 818  | 826  | 780  | 726  | 671  | 634  |

| 1962 | 1968 | 1975 | 1982 | 1990 | 1999 | 2005 | 2006 | 2010 |
| ---- | ---- | ---- | ---- | ---- | ---- | ---- | ---- | ---- |
| 617  | 550  | 581  | 564  | 632  | 650  | 713  | 723  | 780  |

| 2015 | 2020 | 2022 | - | - | - | - | - | - |
| ---- | ---- | ---- | - | - | - | - | - | - |
| 857  | 921  | 917  | - | - | - | - | - | - |

## Culture locale et patrimoine

### Lieux et monuments
Saint-Ignat ne compte aucun édifice protégé aux monuments historiques, ni lieu ou monument répertorié à l'inventaire général du patrimoine culturel. Par ailleurs, elle compte quatre objets répertoriés à l'inventaire des monuments historiques mais aucun objet répertorié à l'inventaire général du patrimoine culturel.

#### Patrimoine religieux
L'église de la Translation Saint-Martin (au chef-lieu) fut à l'origine une chapelle, dont ne subsistent plus que des tourelles de chaque côté du clocher. Seule la nef, datée des XIVe et XVe siècles, est d'origine. Clocher, chœur et chapelles latérales sud ont été réalisés au XIXe siècle. Les objets protégés sont :
- quatre chandeliers de 1575, classés au titre objet le 25 mars 1956[35] ;
- une cloche en bronze, de 1564, classée au titre objet le 5 décembre 1908[36] ;
- un bas-relief représentant l'Adoration des Mages, la descente de croix et le tombeau du Christ, du XIIe siècle, classé au titre objet le 5 décembre 1908[37] ;
- un reliquaire-monstrance, des XVe et XVIe siècles, classé au titre objet le 2 avril 1908[38].

On retrouve également une réplique de la grotte de Lourdes, derrière la salle des fêtes, ainsi que plusieurs croix monumentales :
- croix de la place, au chef-lieu (XIXe siècle) ;
- croix de mission, au chef-lieu (1776) ;
- croix de chemin, sur la D 17 vers Martres-sur-Morge (XVe siècle) ;
- croix de village, rue du Château-d'Eau à Champeyroux (XVIIIe siècle) ;
- croix commémorative, place Jean-et-Marie-Darenne à Champeyroux (1927) ;
- croix de village, à Buxerolles (XVe et fin du XVIIe siècle), la plus ancienne de la commune ;
- croix de carrefour, à Tirande ;
- croix de place, à Villeneuve-l'Abbé (1723).

#### Patrimoine civil
- Monuments aux morts :
  - au chef-lieu (1921), devant l'église[SIG 6],
  - au chef-lieu (1944), en mémoire de sept aviateurs anglo-canadiens morts pour la France[SIG 6],
  - à Champeyroux (1927)[SIG 6].
- Lavoir, à Champeyroux[SIG 6].
- Fontaine, à Champeyroux[SIG 6].
- Moulin, à Champeyroux, propriété privée[SIG 6].
- Four, à Champeyroux, toujours en service[SIG 6].
- Pont-bascule, à Champeyroux et Tirande[SIG 6].
- Pigeonniers, à Saint-Ignat, Buxerolles et Tirande[SIG 6].
- Four à Buxerolles, toujours en service.

#### Patrimoine militaire
- Champeyroux[SIG 7].
- Château de Saint-Ignat[SIG 7].
- Maison forte, au lieu-dit Le Château[SIG 7].